# Rison (Arkansas)
Rison es una ciudad ubicada en el condado de Cleveland en el estado estadounidense de Arkansas. En el Censo de 2010 tenía una población de 1344 habitantes y una densidad poblacional de 197,84 personas por km².

## Geografía
Rison se encuentra ubicada en las coordenadas 33°57′22″N 92°11′35″O / 33.95611, -92.19306. Según la Oficina del Censo de los Estados Unidos, Rison tiene una superficie total de 6.79 km², de la cual 6.79 km² corresponden a tierra firme y (0%) 0 km² es agua.

## Demografía
Según el censo de 2010, había 1344 personas residiendo en Rison. La densidad de población era de 197,84 hab./km². De los 1344 habitantes, Rison estaba compuesto por el 60.42% blancos, el 36.68% eran afroamericanos, el 0.15% eran amerindios, el 0.15% eran asiáticos, el 0% eran isleños del Pacífico, el 1.41% eran de otras razas y el 1.19% pertenecían a dos o más razas. Del total de la población el 2.01% eran hispanos o latinos de cualquier raza.